# Сани Ајлс Бич (Флорида)
Сани Ајлс Бич (енгл. Sunny Isles Beach) град је у америчкој савезној држави Флорида. По попису становништва из 2010. у њему је живело 20.832 становника.

## Демографија
Према попису становништва из 2010. у граду је живело 20.832 становника, што је . (.%) становника више него 2000. године.
| Група             | 2000.         | 2010.          |
| Белци             | 9.010 (58,8%) | 10.457 (50,2%) |
| Афроамериканци    | 311 (2,0%)    | 662 (3,2%)     |
| Азијати           | 209 (1,4%)    | 292 (1,4%)     |
| Хиспаноамериканци | 5.607 (36,6%) | 9.247 (44,4%)  |
| Укупно            | 15.315        | 20.832         |